# سعید رجبی
سعید رجبی شیرازی (۱ فروردین ۱۳۴۴) بازیکن سابق فوتسال و فوتبال و مربی فوتبال اهل ایران است که با ۱۷ گل بهترین گلزن ایران درتاریخ جام های جهانی فوتسال است.
وی به‌ همراه تیم ملی فوتسال ایران در مسابقات جهانی فوتسال ۱۹۹۲ به مقام چهارمی و همچنین آقای گلی مسابقات با ۱۷ گل رسیده‌است.